# Жолкевский, Станислав (воевода русский)
Станислав Жолкевский (пол. Stanisław Żółkiewski, ум. 1588) — военный деятель Речи Посполитой, каштелян галицкий (1580 год) и воевода русский (1581 год).

## Биография
Станислав Жолкевским был сыном Николая Жолкевского, погибшего, судя по всему, во время войны (возможно в период Адрианопольского мира) с Валахией. Известно, что Станислав вместе с братом Николаем участвовал в войне Стефана Батория против Данцига, а также во всех войнах против Ивана Грозного. В 1536—1537 годах был товарищем, в 1563—1566 годах — ротмистром обороны поточной.
После смерти отца Станислав получил богатое наследство — Туринку в львовской земле, Волю и Неставицу в хельмской земле, а вместе с братом стал владельцем ещё трёх деревень в хельмской земле. Он активно развивал свои владения, закладывая современные товарно-денежные отношения. В 1566 году он получил от родича Анджея Высокого Винники в львовской земле, а в качестве приданого Софьи Липской — Савчин и часть Коскова в белзской земле, затем он получил от Высокого ещё четыре деревни в районе Винник в виде пожертвований для оплаты долгов и удовлетворения требований наследников. В 1569 году Станислав Жолкевский был делегатом сейма от Белзского воеводства.
После смерти жены Станислав Жолкевский женился на правопреемнице Анджея Высокого, что опять принесло ему материальные выгоды. В 1578 году он владел 17 деревнями в львовской земле и 6 — в белзской, пшемысльской и повяте красноставском. В 1570 году он купил у Каменецких ещё 7 деревень, в том числе Броды, для которых в 1584 году приобрёл статус города. Рядом с Бродами он построил замок, который в честь своего родового герба назвал Любичем.
После смерти второй жены Станислав Жолкевский женился в третий раз, и третья жена принесла ему в качестве приданого Кукезов (впоследствии проданный Зебжидовским).
Жолкевский пользовался большой популярностью среди местной шляхты, и несколько раз избирался послом на сейм. Во время правления Стефана Батория сотрудничал с Яном Замойским, а также служил королю. Благодаря протекции Замойского в 1578 году стал старостой медыкским, в 1580 — каштеляном галицким, в 1581 — воеводой русским.
Станислав Жолкевский умер в 1588 году. Похоронен во Львове в кафедральном соборе.

## Семья и дети
В первый раз Станислав Жолкевский женился на Софье Липской. У них было трое детей:
- Николай (впоследствии — подкоморий львовский)
- Станислав (1547/1550 — 1620)
- Анна

После смерти первой жены Станислав Жолкевский в 1570 году женился на Анне Соколовой, правопреемнице Анджея Высокого.
После смерти второй жены Станислав Жолкевский женился на Эльжбете Дрохоёвской, вдове львовского каштеляна Станислава Гербурта и Иеронимии Кречковского.